# Plectrone endroedii
Plectrone endroedii är en skalbaggsart som beskrevs av Miksic 1974. Plectrone endroedii ingår i släktet Plectrone och familjen Cetoniidae. Inga underarter finns listade i Catalogue of Life.